# Csallóközcsütörtök
Csallóközcsütörtök (korábbi hivatalos magyar nevén: Csütörtök, szlovákul Štvrtok na Ostrove, németül Loipersdorf, korábban Donnersmarkt) község Szlovákiában, a Nagyszombati kerület Dunaszerdahelyi járásában. Az Árpád-kori keletkezésű magyar település nevét csütörtöki napokon tartott hetivásárairól kapta. Kéttornyú, gótikus templomáról nevezetes.

## Fekvése
A Kisalföld északnyugati részén, a Csallóközben, Pozsonytól 22 km-re délkeletre fekszik.

## Elnevezése
A település hivatalos neve a magyar közigazgatás alatt (1918/1920-ig, illetve 1938-1945 között) mindvégig Csütörtök volt, ugyanakkor nem csak történeti emlékekben fordult elő a Csallóközcsütörtök névalak. A magyar joghatóság idején bizonyára eltérő törvények alapján[forrás?] vasútállomásának nevét is meghatározták. A másodlagos forrásokban szereplő következetlen használat miatt (Csallóköz-Csütörtök, Csallóközcsütörtök, illetve leggyakrabban Csütörtök) azonban ez, illetve változásai ma már nem állapíthatóak meg pontosan. Az 1990-es évekig a nemzetiségi név hivatalos használatban nem volt.[forrás?] Az 1994-es ún. táblatörvény, majd az 1999-es kisebbségi nyelvhasználati törvény, illetve 2012-ben az aktuális szlovák kormányrendelet a Csallóközcsütörtök magyar név használatát írta elő a szlovákiai hivatali érintkezésben. A kisebbségi kormánybiztos hivatala által összeállított lista azonban nem veszi figyelembe még a szlovákiai azonos magyar névalakokat sem, mint ahogy a lista szlovák politikai befolyásoltsága is egyértelmű. A szlovák jogrend értelmében a településeknek vagy azok részeinek azonban ma is csak egy hivatalos szlovák neve van, tehát a magyar helységnévhasználat a kormányrendeletek mellékletei ellenére nem minősülnek hivatalos magyar helynévnek.

## Jelképei
A község címerét, melyben Szent Jakab alakja arany botra kötött aranytökkel látható, 2003-ban fogadták el. Előzménye egy 1599-es keltezésű községi pecsét.

## Története
Mai temploma helyén a rómaiak korában egy Jupiter templom állt. A falu a hagyomány szerint már I. István korában templomos hely volt, hetivásárait csütörtökön tartották. 1217-ben említik először, amikor II. Endre a Szentgyörgyi és Bazini grófok őseinek ajándékozta a korábban a pozsonyi várbirtokhoz tartozó Csütörtökhely falut. Már a középkorban is központi helynek számított, a 13. században német telepesek érkeztek (ekkoriban Loipersdorf néven ismert), majd a 15. században földbirtokosi mezővárossá vált. Az 1870-es években elveszítette városi rangját és lassú hanyatlásnak indult.
Fényes Elek szerint "Csötörtök, (Loipersdorf), magyar mváros, Pozson vmgyében, Pozsontól 2 1/2 órányira, a pesti országutban, egy igen régi kath. paroch. templommal, vendégfogadóval. Lakosai, kik 508 kath., 4 ref., 8 zsidókra mennek, mesterségekből, földmivelésből táplálják magokat. Határja fekete homokos, de kavicsos, és nem igen termékeny; rétje, fája, mondani semmi nincs; legelője kevés; országos vásárjai azonban elég népesek. F. u. az eberhardi uradalom."
A település kialakulása azonban vélhetően Szent István király korában megtörtént már, bár erről eredeti okirat nincs. Náray György csütörtöki plébános 1677-ben lejegyzett krónikája arról tanúskodik, hogy Szent István a Duna mente ezen a részén 12 templomot építtetett, és Csütörtök már abban a korban "templomhely" volt. A templomról szóló első okirat viszont csak 1333-ból származik, a Pozsonyi Káptalan királynak küldött jelentése írja, hogy "Tudott dolog, hogy Chuturtuk község (villa) nyugati része, (ház)sora Sebes mesternek jut, ugyanannak keleti része magának Péternek, és jóllehet Péter részén fekszik a templom, mégis mindkét rész hívőinek közös plébániai temploma legyen."
Náray György megállapítása mégis igaz lehet, hiszen a templom 1956-os restaurálása során előkerült a korábbi átépítések során befalazott román portáléja, ami a XI-XII. században épített románkori templomok legdíszesebb része, a két torony között elhelyezett bejárati kapu volt. A portálé két-két oszlopa, amelyek hengeres és sima kivitelben készültek, nagyobb részükben ma is a földben vannak, máig nem kerültek feltárásra.
Csütörtök mindvégig fontos szerepet játszott a Felső-Csallóköz fejlődésében, a lápos, mocsaras területen igen fontosak voltak az utak, s nemcsak a vásártartási jog miatt, hanem a kereskedés szempontjából Pozsony közelsége okán is. A Pozsonyi Káptalan 1385-ös jelentése szerint pedig éppen Csütörtökön keresztül vezetett a "nagy út". Csütörtök ennek és a kornak megfelelően a mezővárosi (oppidum) fejlődés útjára lépett. Erről tanúskodik Nagy Lajos király 1364-es rendelete, amelyet a rossz termés és nagy éhezés miatt adott ki. Ebben intézkedett a király arról is, hogy leiratát az egyes városokban is kihirdessék, s külön kiemelte a rendelet "Pozsony megyében, Pozsony városában, Scamariában (Somorja), Chuturtukhel-en és Sench-en (Szenc) minden egyes vasárnapon kihirdessék." Csütörtök mezővárossá fejlődésének folyamatában fontos előrelépést jelentett a "ius gladií", vagyis a pallosjog elnyerése. Nagy Lajos 1363-ban Szentgyörgyi Péternek és az ő gyermekeinek, Tamásnak, Jánosnak és Péternek felhatalmazást adott, "hogy ők az ő Cheuteurteuk nevű községükben, amely Challokeuz kerületben, Pozsony megyében van, a község területén, vagyis tartozékain akasztófát állíthassanak fel". A pallosjog teljessé tette a földesúr bírói jogkörét, amely alapján a halálos ítélet kimondása és végrehajtása is jogai közé került. Hogy pontosan mikor emelkedett városi rangra Csütörtök, nem tudjuk, de Zsigmond király egyik 1430-ból származó rendelete már városként említi Leopoldzdorfot Pozsony, Trencsén, Nagyszombat, Somorja és más városokkal együtt.
Csütörtök gyors fejlődése a következő évszázadban lassult le jelentősen, akkor, amikor a Szentgyörgyi család utolsó férfi tagja, Kristóf fiúörökös nélkül halt meg, a család birtoka az államkincstárhoz került, tehát I. Ferdinánd király rendelkezett vele. A király 1544-ben zálogosította el Csütörtököt úgy, hogy a mezőváros egyik része Szentgyörgy várának tartozékaként Serédy Gáspár kezébe került, a másik része pedig Éberhardvár tartozékaként Mérey Mihályé lett. Csütörtök fejlődését azonban gátolta a törökök és a császárság közti háborúskodás, majd a II. Rákóczi Ferenc vezette szabadságharc az 1700-as évek elején, amikor többször is "gazdát cserélt" településünk: hol a kurucok, hol a labancok uralták. Csütörtöknek ugyan megmaradt jogi értelemben vett mezővárosi rangja, de középkori jelentőségét nem sikerült visszanyernie. Ezért írhatta a kor jeles történetírója, Bél Mátyás Csütörtökről, hogy "jelentéktelen mezőváros, épületeit tekintve sokkal szegényesebben települt, mint Somorja". A lakosság számát tekintve sem fejlődött Csütörtök, az 1761-es összeírás szerint összesen 419 lakója volt.
Csütörtökön az élet, a gazdasági és társadalmi fejlődés a reformkorban kapott új lendületet. Modernizálódott a mezőgazdasági termelés, a kereskedelem mellett megerősödött a kézművesség is. Jellemző adat, hogy míg 1815-ben Csütörtöknek mindössze 490 lakosa volt – mint évszázadokon át zömmel római katolikus vallású magyarok –, az 1867-es népszámlálás idején már 664-en éltek településünkön, ebből 21 zsidó, 13 református és egy evangélikus, a többi római katolikus, nemzetiségileg pedig néhány német kézműves telepedett le a magyarok között. Ebben az időszakban alakult meg az iskola is, de a legjelentősebb változást az 1871-es közigazgatási reform hozta: akkor vesztette el jogilag végérvényesen mezővárosi rangját Csütörtök, s lett egyszersmind "nagyközség", ami azt jelentette, hogy a falu elöljáróit (önkormányzatát) és "első emberét", a bírót a település adófizető polgárai választották meg, s a faluban minden államigazgatási és adminisztratív feladatot – beleértve a gazdasági élet feltételeinek megteremtését is – a bíró és az elöljáróság láthatta el. A település fejlődése ezt követően is töretlen, amire ugyancsak jó példa a lakosság számának növekedése, alakulása. Az 1900-ban megtartott népszámlálás szerint összesen 1092 lakosa volt csütörtöknek, ebből 1078 római katolikus, 8-8 református és evangélikus, 24 pedig zsidó, a magyarok száma 991 volt, mellettük 20-an németnek vallották magukat, 19-en szlováknak, 88 pedig egyébnek (ők zömmel cigány származású polgárok voltak), s a lakosság több mint a fele – összesen 605 személy – tudott írni és olvasni. Az 1910-es népszámláláskor a lakosok száma már 1228 volt, a vallási és a nemzetiségi arányok változatlanok maradtak, de akkor már 777 polgár tudott írni és olvasni, miközben 283 gyermek járt még iskolába.
A trianoni békeszerződésig Pozsony vármegye Somorjai járásához tartozott. Az I. világháborút követően a település az újonnan megalakult államalakulat, Csehszlovákia része lett. Akkor kapta a Štvrtok na Ostrove (Csallóközcsütörtök) nevet, a Somorjai járáshoz és Pozsony megyéhez tartozott. 1920 után a környező birtokokon szlovák telepesek új falvakat alakítottak ki (az Erzsébet- és Anna-majorból Miloslavov (Annamajor), Vörösmajorból és Németsókból Hviezdoslavov (Vörösmajor) községet). Művelődési háza az 1950-es évek végén épült. Az 1961-es közigazgatási reform következtében a település a Dunaszerdahelyi járás és a Nyugat-szlovákiai Kerület része lett, 1997-től pedig a Dunaszerdahelyi járáshoz, azon keresztül pedig a Nagyszombati Önkormányzati Kerülethez csatolták. 
Napjainkban egy magyar és egy szlovák alapiskola is működik a faluban.

## Neves személyek
- Itt született Váncsay János (1743 körül – 1806) bölcseleti magister, püspök, esztergomi prépost-kanonok.
- Itt született 1867-ben Horváth Győző kalocsai segédpüspök.
- Itt született 1890-ben Maximilián Schurmann festőművész, grafikus, oktató.
- Itt született 1909-ben Csáder László szlovákiai magyar grafikus, fényképész, tipográfiai és reklámtervező.
- Itt született 1925-ben Sill Aba Ferenc ferences szerzetes.[13]
- Itt született 1946-ban Kovács László tanár, tankönyvíró, helytörténész.
- Itt szolgált Kondé Miklós (1730–1802) nagyváradi római katolikus püspök.
- Itt temették el Mérey Mihályt, jogtudóst, királyi tanácsost, a királyi tábla elnökét, alnádort a 16. században.

## Népessége
| Év:            | 1994. | 2004.   | 2014.   | 2024.   |
| -------------- | ----- | ------- | ------- | ------- |
| Emberek száma: | 1624  | 1733    | 1756    | 1740    |
| Eltérés:       |       | +6,71 % | +1,32 % | -0,91 % |

| Év:            | 2023. | 2024.   |
| -------------- | ----- | ------- |
| Emberek száma: | 1720  | 1740    |
| Eltérés:       |       | +1,16 % |

1880-ban 939 lakosából 823 magyar és 18 szlovák anyanyelvű volt.
1890-ben 847 lakosából 804 magyar és 19 szlovák anyanyelvű volt.
1900-ban 1118 lakosából 991 magyar és 19 szlovák anyanyelvű volt.
1910-ben 1259 lakosából 1228 magyar és 11 szlovák anyanyelvű volt.
1921-ben 1333 lakosából 1287 magyar és 26 csehszlovák volt.
1930-ban 1054 lakosából 971 magyar és 61 csehszlovák volt.
1941-ben 1481 lakosából 1464 magyar és 8 szlovák volt.
1970-ben 1705 lakosából 1616 magyar és 87 szlovák volt.
1980-ban 1665 lakosából 1551 magyar és 101 szlovák volt.
1991-ben 1545 lakosából 1369 magyar, 128 szlovák, 36 cigány, 9 cseh és 3 morva volt.  
2001-ben 1679 lakosából 1391 magyar, 207 szlovák, 56 cigány és 10 cseh volt.  
2011-ben 1770 lakosából 1271 magyar, 426 szlovák, 28 cigány és 7 cseh volt.
2021-ben 1714 lakosából 1151 magyar, 510 szlovák, 12 cigány, 24 egyéb és 17 ismeretlen nemzetiségű volt.

## Nevezetességei
- Szent Jakab temploma

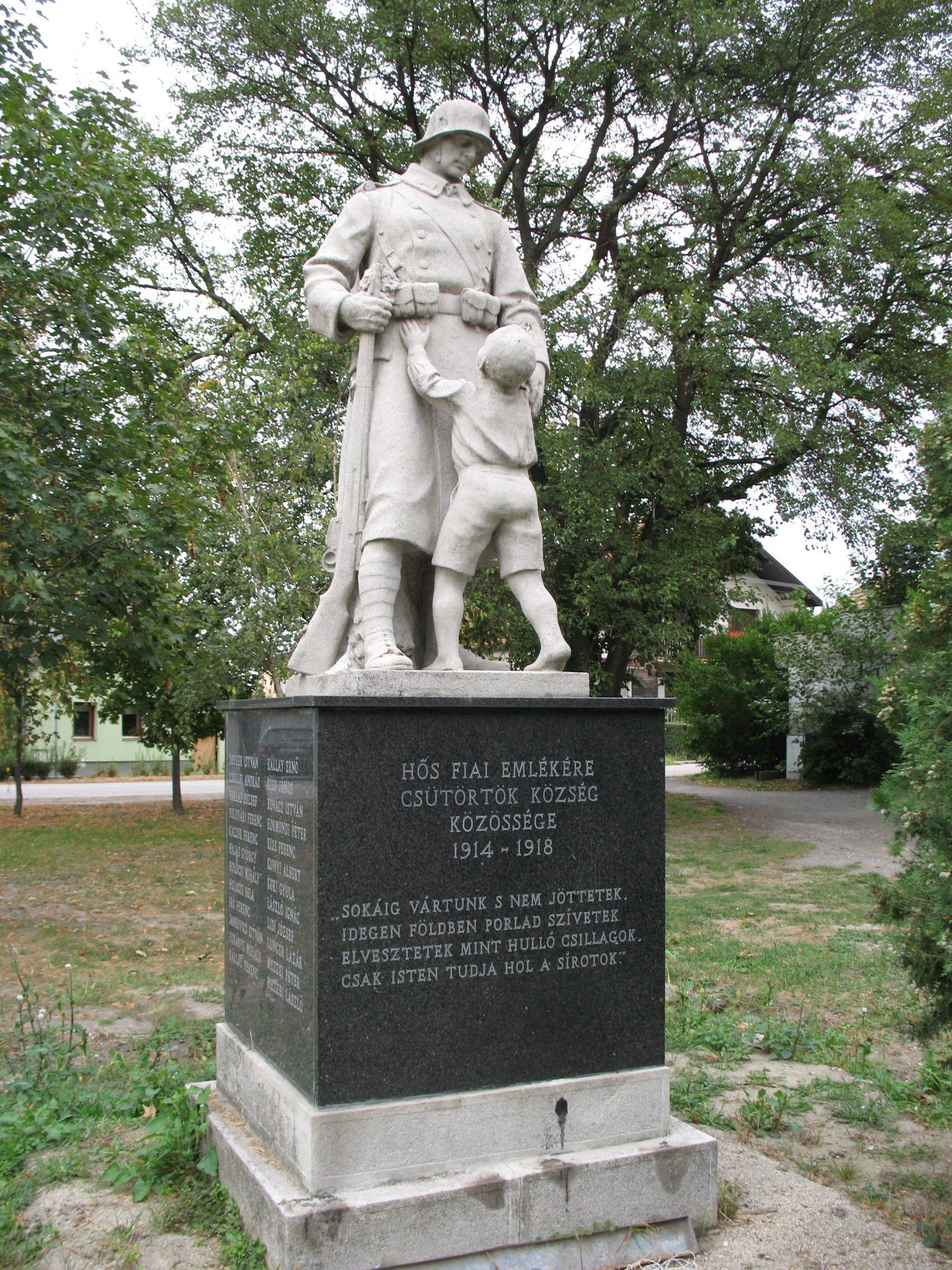
Első világháborús emlékmű 2000-ben lett felújítva

A templom titulusa ősidők óta Szent Jakab. A templomot minden bizonnyal a Szentgyörgyi család építette. A templom ma kéthajós, s két toronnyal, támpillérekkel megerősített homlokzattal van ellátva. Külső megjelenésében román és gót stílus jegyeit viseli. Szentélye keletelt, s a nyolcszög öt oldalával zárul. Északi oldalon megmaradt a mellékhajója. A román alapozású főhajót két tartóoszloppal alátámasztott késő gót téglaboltozással fedték be. Ezáltal a főhajóból kettős csarnok alakult ki.
A Mérey-epitáfium (reneszánsz síremlék) mindmáig megtalálható a csütörtöki templom szentélyének északi falán. A relief középső párkánya alatt vörösmárványból faragott és minden háttér nélkül falra erősített két arcképet látunk, amelyek közül az egyik Mérey Mihály öregségtől megtört, markáns arcvonásait őrzi. A másik oldalon fiának, a fiatalon meghalt Istvánnak arcmása van.
A vörösmárvány keresztelőmedence jelentős késő gót emléke a templomnak. A zömök, nyolcszögletű keresztelőmedence ma is használatban van. Általában annyit kell róla tudni, hogy az ősi baptisztérium kicsinyített mása.
- Szent Flórián szobor a főtéren.
- A Diós parkban álló Hármas oszlopot 1900-ban emelték, 2000-ben felújították.
- A község önkormányzatának negyedévenként megjelenő lapját Hírnök címmel adják ki.

## Oktatásügy
- Magyar tannyelvű általános iskoláját a 2009/2010-es tanévben 100 tanuló látogatja, a szlovák tannyelvűt 39. Magyar óvodájának gyermeklétszáma ugyanebben a tanévben 29 fő.